# Efesios 6
Efesios 6 es el sexto (y último) capítulo de la Epístola a los Efesios, que forma parte del Nuevo Testamento de la Biblia cristiana . Tradicionalmente, se ha considerado que fue escrito por el apóstol Pablo mientras estaba encarcelado en Roma (alrededor del año 62 d. C.). Sin embargo, a día de hoy, se sugiere que pudo ser escrito entre el 80 y el 100 d. C., por un autor distinto que utilizó el nombre y el estilo de Pablo.  
Este capítulo se abre explicando cómo deberían actuar los cristianos dentro del ámbito del familiar (6:1 - 6:9). A continuación, se describe cómo enfrentar fuerzas espirituales malignas que identifica como enemigas, para lo cual usa la conocida analogía de la armadura de Dios (6:10-20).  Por último, cierra la carta con una bendición (6:21 - 24).

## Texto
El texto original fue escrito en griego koiné, y está dividido en 24 versículos.

### Testimonios textuales
Algunos manuscritos antiguos mencionan este capítulo. De entre ellos, se encuentran:
- El papiro 46 (c. 200 d. C.)
- Codex Vaticanus (325-350 d. C.)
- Codex Sinaiticus (330-360 d. C.)
- Codex Alexandrinus (400-440 d. C.)
- Codex Freerianus (c. 450 d. C.)
- Codex Claromontanus (c. 550 d. C.)

## La armadura de Dios (6:10-20)

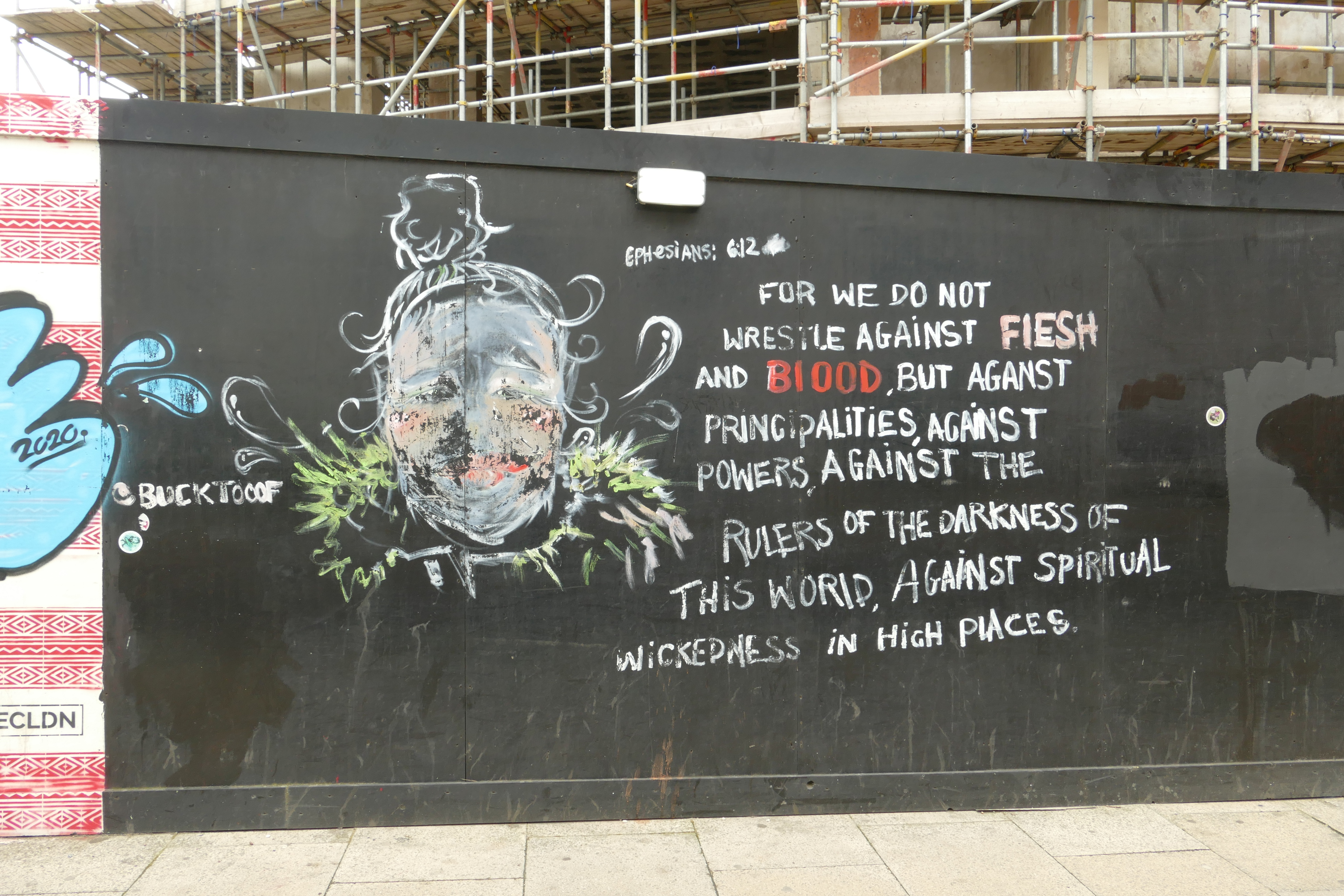
Efesios 6:12 citado en un grafiti en Londres.